# Kliment Bojadžijev
Kliment Evtimov Bojadžijev (Ohrid, 15. travnja 1861. – Sofija, 15. srpnja 1933.) je bio bugarski general i vojni zapovjednik. Tijekom Prvog svjetskog rata zapovijedao je 1. armijom na Balkanskom i Solunskom bojištu.

## Vojna karijera
Kliment Bojadžijev je rođen 15. travnja 1861. u Ohridu. Sin je Evtimova Bajdžijeva, a ime je dobio po bugarskom svecu Klimentu Ohridskom. Klimentova obitelj živjela je u Ohridu, da bi se nakon toga preselila u Prespu, i potom 1878. u Sofiju gdje Kliment završava srednju školu. U vojsku stupa 1881. da bi potom pohađao Vojnu školu u Sofiji koju uspješno završava 1883. godine. Od te godine nalazi se na službi u 4. samokovskoj satniji, nakon čega zapovijeda satnijom u 1. sofijskoj pukovniji. Tijekom Srpsko-bugarskog rata pobočnik je stožeru Zapadnog korpusa. Nakon završetka rata, u ožujku 1886., unaprijeđen je u čin poručnika, te zapovijeda satnijama u 1. i 2. sofijskoj pukovniji, da bi 1890. bio imenovan zapovjednikom satnije u 8. pješačkoj pukovniji. U međuvremenu je, 1888. godine, promaknut u čin satnika. Od 1891. pohađa Vojnu akademiju u Torinu koju uspješno završava 1893. godine. Nakon povratka u domovinu, 1894. promaknut je u čin bojnika, te od 1895. obnaša dužnost pobočnika u 5. dunavskoj, te nakon toga u 3. balkanskoj pješačkoj diviziji. Potom zapovijeda bojnom u 24. pješačkoj pukovniji, da bi od veljače 1897. bio raspoređen na službu operativni odjel Glavnog stožera.
Početkom 1899. unaprijeđen je u čin potpukovnika, a te iste godine je imenovan načelnikom stožera 4. preslavske pješačke divizije. Iduće, 1900. godine u veljači, postaje zapovjednikom 8. pješačke pukovnije koju dužnost obnaša do 1904. kada je imenovan načelnikom stožera 6. bdinske pješačke divizije. U međuvremenu je, u siječnju 1903., promaknut u čin pukovnika, dok 1902. izdaje reljefnu kartu Bugarske. U stožeru 6. bdinske pješačke divizije služi do 1905. kada je imenovan načelnikom stožera 3. balkanske pješačke divizije sa sjedištem u Slivenu. Potom, od 1907. služi u Staroj Zagori kao načelnik stožera 2. vojno-inspekcijske oblasti, nakon čega je 1908. postao zapovjednikom 2. brigade 9. pješačke divizije. Predmetnom brigadom zapovijeda dvije godine, do 1910., kada je imenovan zapovjednikom 4. preslavske pješačke divizije. Te iste godine u rujnu unaprijeđen je u čin general bojnika.
Tijekom Prvog balkanskog rata zapovijeda 4. preslavskom pješačkom divizijom koja se nalazila u sastavu 3. armije. Zapovijedajući navedenom divizijom koja se borila na trakijskom bojištu, uspijeva probiti turski centar u Bitci kod Lozengrada u listopadu 1912., nakon čega sudjeluje u neuspjelom pokušaju zauzimanja Čataldže u studenom. Nakon što je isteklo privremeno primirje. u veljači 1913. ponovno pokušava zauzeti Čataldžu, ali ponovno bez uspjeha.
U Drugom balkanskom ratu 4. preslavska pješačka divizija nalazila se u sastavu 5. armije kojom je zapovijedao Stefan Tošev. Bojadžijev ubrzo dobiva zapovjedništvo posebne manevarske grupe, te zapovijeda operacijama na području Ćustendil-Skopje, gdje pokušava probiti srpske linije, ali u tome ne uspijeva. 
Nakon završetka rata u kolovozu 1913. imenovan je ministrom rata. Navedenu dužnost obnaša do rujna 1914. kada je imenovan zapovjednikom 3. vojno-inspekcijske oblasti. U travnju 1915. imenovan je načelnikom Glavnog stožera na kojem položaju pokušava reformirati vojsku koja je snažno uzdrmana poslije poraza u Drugom balkanskom ratu. Na navedenom položaju nalazi sve do pred ulazak Bugarske u Prvi svjetski rat, kada daje ostavku na mjesto načelnika Glavnog stožera nezadovoljan činjenicom što je njemačko-bugarska vojna konvencija o ulasku Bugarske u rat potpisana bez znanja Glavnog stožera. U kolovozu 1915. promaknut je u čin general poručnika.

## Prvi svjetski rat
Nakon što je dao ostavku na mjesto načelnika Glavnog stožera Bojadžijev je 11. rujna 1915. imenovan zapovjednikom 1. armije. Prva armija bila je najveća armija bugarske vojske, te se sastojala od četiri divizije. Nalazila se na sjevernom dijelu bugarskog rasporeda, te je zajedno s austrougarskom 3. armijom i njemačkom 11. armijom činila Grupu armija Mackensen pod zapovjedništvom njemačkog feldmaršala Augusta von Mackensena.
U početku je Bojadžijev zajedno s 1. armijom sporo napredovao zbog lošeg vremena, teškog terena i jakog otpora srpskih snaga. Međutim, nakon desetak dana Bojadžijev u Moravskoj ofenzivi uspijeva probiti srpske položaje najprije kod Zaječara, a potom i kod Pirota, te 5. studenog 1915. zauzeti srpski ratni glavni grad Niš. Srpska vojska se počinje povlačiti prema Kosovu, ali napredovanje 1. armije otežava teški teren i porušeni mostovi na rijeci Moravi. U takvim okolnostima zapovjedništvo Grupe armija Mackensen započinje Kosovsku ofenzivu s ciljem okruženja i uništenja srpske vojske i sprječavanja njenog povlačenja prema Solunu gdje su se iskrcale francuske i britanske jedinice. Bojadžijev uspijeva zauzeti 24. studenog 1915. Prištinu, ali krajnji cilj potpunog uništenja srpske vojske nije posegnut s obzirom na to da se ista povukla prema Albaniji, te potom na Krf.
Nakon uspješnog osvajanja Srbije, 1. armija je na novoformiranom Solunskom bojištu držala položaje duž 140 km fronta na liniji koja se protezala od Debra preko Crne reke do Vardara. U ljeto 1916. postalo je jasno da će Rumunjska ući u rat na strani Antante. Kako bi preduhitrile savezničku ofenzivu usmjerenu na spajanje savezničkih i rumunjskih snaga i kako bi ojačala svoj položaj, 1. armija poduzima ofenzivu s ciljem zauzimanja Florine i Čegana. Bojadžijev uspijeva zauzeti Florinu, ali u pokušaju zauzimanja Čegana je neuspješan. Saveznici nakon toga poduzimaju protuofenzivu usmjerenu protiv 1. armije koja ubrzo prerasta u Monastirsku ofenzivu. U Bitci kod Gorničeva srpske snage uspijevaju postići proboj kod Gorničeva. Ubrzo napadaju i zauzimaju Kajmakčalan, a 23. rujna 1916. pada i Florina koja je bila zauzeta svega mjesec dana ranije. Zbog navedenih neuspjeha, Bojadžijev je podnio ostavku na mjesto zapovjednika 1. armije na kojem mjestu ga je zamijenio Dimitar Gešov. Otpušten je iz vojske 25. rujna 1916., te do kraja rata nije dobio novo zapovjedništvo.

## Poslije rata
Nakon završetka rata i poraza Bugarske u istom, Bojadžijev je, bojeći se političkog progona, 1918. emigrirao u Njemačku. Sumnje su se pokazale točnim jer je 1923. osuđen na petogodišnju zatvorsku kaznu. Međutim, iduće 1924. godine, je amnestiran.

Kliment Bojadžijev preminuo je 15. srpnja 1933. godine u 72. godini života u Sofiji.

## Vanjske poveznice
(bug.) Kliment Bojadžijev na stranici Focus-news.net

(bug.) Kliment Bojadžijev na stranici Offnews.bg

(bug.) Kliment Bojadžijev na stranici Bgwars.net

(bug.) Kliment Bojadžijev na stranici Boinaslava.net

(češ.) Kliment Bojadžijev na stranici Valka.cz

(rus.) Kliment Bojadžijev na stranici Hrono.ru